# 巴彦洪戈尔省
巴彦洪戈尔省（羅馬化：Bayankhongor aimag）位於蒙古國南部，面積115,977平方公里，人口76,085 (2011年)。首府巴彦洪戈尔市。

## 行政区划
巴彦洪戈尔省下辖20个苏木：
| 巴彦洪戈尔省的苏木行政中心地图 |
| ------------------------------ |
| \| \| 50km · 30miles 扎格苏木 新金斯特苏木 乌勒吉特苏木 呼雷马拉勒苏木 金斯特苏木 扎尔嘎兰特苏木 古尔班布拉格苏木 嘎鲁特苏木 额尔德尼朝格特苏木 布查干苏木 伯木伯格尔苏木 博格德苏木 巴彦查干苏木 巴彦敖包苏木 巴彦温都尔苏木 巴彦里格苏木 巴彦戈壁苏木 巴彦布拉格苏木 巴查干苏木 巴彦洪戈尔市 (巴彦洪戈尔苏木) '"`UNIQ--templatestyles-0000002B-QINU`"' 苏木在巴彦洪戈尔省 Legend： · 1: 巴彦洪戈尔市 (巴彦洪戈尔苏木) 2: 巴查干苏木 3: 巴彦布拉格苏木 · 4: 巴彦戈壁苏木 5: 巴彦里格苏木 6: 巴彦温都尔苏木 7: 巴彦敖包苏木 · 8: 巴彦查干苏木 9: 博格德苏木 10: 伯木伯格尔苏木 11: 布查干苏木 · 12: 额尔德尼朝格特苏木 13: 嘎鲁特苏木 14: 古尔班布拉格苏木 · 15: 扎尔嘎兰特苏木 16: 金斯特苏木 17: 呼雷马拉勒苏木 · 18: 乌勒吉特苏木 19: 新金斯特苏木 20: 扎格苏木 ·                               |
|                                |

- 巴彦洪戈尔省的苏木
- 巴彥洪戈爾省的白化症駱駝
- 在戈壁沙漠中，新金斯特苏木（英语：Shinejinst） Ekhiin-Gol绿洲 (43°14′42″N 99°00′00″E / 43.2450°N 99°E; Ekhiin Goliin Bayan burd) 的胡杨和檉柳灌木
- 巴彦洪戈尔市郊的瑙木贡海尔汗(Nomgon Khairkhan)
- 巴彦洪戈尔机场
- 巴彦洪戈尔纪念碑
- 巴彦温都尔苏木 (巴彦洪戈尔省)
- 本查干湖